# Cybalomia cruzae
Cybalomia cruzae là một loài bướm đêm trong họ Crambidae.